# Michel Garbini Pereira
Michel Garbini Pereira (Vitória, 9 juni 1981) – alias Michel - is een Braziliaans-Italiaans voetballer die bij voorkeur als middenvelder speelt. Hij verruilde begin 2017 Rayo OKC voor Miami FC.

## Clubcarrière
Michel begon zijn carrière bij het Braziliaanse Atlético Mineiro, waar hij ook in de jeugd speelde. Na zevenenveertig competitiewedstrijden en vijf doelpunten vertrok hij in 2004 naar het Belgische Standard Luik. Daar maakte hij op 7 augustus 2004 tegen Lierse SK zijn competitiedebuut. Na twee seizoenen bij de Belgische club tekende hij in 2006 bij het Braziliaanse Paranaense. Hij bleef enkele jaren te bewonderen op de Braziliaanse velden waar hij ook nog voor Náutico Capibaribe en Vila Nova speelde. In 2010 tekende hij bij het Griekse Aris FC waar hij op 29 augustus 2010 tegen Kavala zijn debuut maakte. Michel werd al snel een basisspeler bij Aris en speelde in het seizoen 2010-2011 bijna in elke wedstrijd van Aris, waaronder twaalf Europa League wedstrijden.
Op 19 februari 2013 tekende hij bij het Amerikaanse FC Dallas. Hij maakte zijn competitiedebuut op 3 maart 2013 tegen Colorado Rapids. Zijn eerste competitiedoelpunt maakte hij op 18 mei 2013 tegen Seattle Sounders. Het was een opvallend doelpunt aangezien Michel het direct uit de hoekschop maakte. Zo'n doelpunt staat ook wel bekend als een 'olimpico' en behaalde de Nederlandse media. In 2016 speelde hij in de NASL voor Rayo OKC. In 2017 komt hij uit voor Miami FC.